# Rapporto di verosimiglianza
In statistica il test del rapporto di verosimiglianza è un test che confronta la bontà di adattamento di due modelli, tipicamente un modello alternativo rispetto al modello nullo, basandosi sulle funzioni di verosimiglianza.

## Ipotesi semplici
Il test di verosimiglianza prende il nome dal fatto che valuta la verosimiglianza di un’ipotesi. Per verosimiglianza si intende la probabilità che un’ipotesi sia vera, considerando i risultati osservati. È importante non confondere la verosimiglianza con la probabilità: se un fenomeno può essere spiegato da molte cause, ciascuna può essere verosimile, ma ciò non implica che sia probabile. La verosimiglianza è, quindi, un'analisi condotta a posteriori, non un giudizio a priori.
Indicando come variabile {\displaystyle \theta } le condizioni che stiamo cercando allora in un sistema di ipotesi semplici viene rappresentato come segue:
{\displaystyle {\begin{aligned}H_{0}&:&\theta =\theta _{0}\\H_{1}&:&\theta =\theta _{1}\end{aligned}}}
Ovvero le due ipotesi sul fenomeno {\displaystyle H_{0}} e {\displaystyle H_{1}} ipotizzando due condizioni differenti di partenza e su queste viene calcolata la funzione di rapporto di verosomiglianza
{\displaystyle \Lambda (x)={\frac {~{\mathcal {L}}(\theta _{0}\mid x)~}{~{\mathcal {L}}(\theta _{1}\mid x)~}}}
L'espressione {\displaystyle {\mathcal {L}}(\theta _{0}\mid x)} indica una funzione di verosomiglianza condizionata. Ovvero risponde alla domanda "Quanto era probabile ottenere {\displaystyle x} come lo abbiamo ottenuto ipotizzando che {\displaystyle \theta =\theta _{0}} ?". Il rapporto tra le due funzioni di verosimiglianza ci dice dunque quanto l'ipotesi zero è più verosimile dell'ipotesi uno. Solitamente viene scelta una soglia di rapporto oltre la quale si considera un'ipotesi predominate e sotto la quale non si può invece stabilire con certezza.

### Esempio
Mettiamo di sapere che da un lancio di due dadi è uscito come totale 8. Però non ci viene rivelato se i due dadi erano dadi classici a sei facce, oppure dadi a quattro facce.
Allora il nostro sistema di ipotesi è il seguente:
Errore del parser (SVG (MathML può essere abilitato tramite plug-in del browser): risposta non valida ("Math extension cannot connect to Restbase.") dal server "http://localhost:6011/it.wikipedia.org/v1/":): {\displaystyle H_0:}
 I dadi sono a sei facce
{\displaystyle H_{1}:} I dadi sono a quattro facce
{\displaystyle x:} Il totale è 8
{\displaystyle {\mathcal {L}}(\theta _{0}\mid x)={\frac {5}{36}}} poiché ci sono 5 modi {\displaystyle ([2,6],[6,2],[3,5],[5,3],[4,4])} su 36 per ottenere otto con due dadi da 6 facce
{\displaystyle {\mathcal {L}}(\theta _{1}\mid x)={\frac {1}{16}}} poiché c'è un solo modo {\displaystyle ([4,4])} su 16 per ottenere otto con due dadi da 4 facce

{\displaystyle \Lambda (x)={\frac {~{\mathcal {L}}(\theta _{0}\mid x)~}{~{\mathcal {L}}(\theta _{1}\mid x)~}}={\frac {\frac {5}{36}}{\frac {1}{16}}}={\frac {20}{9}}\sim 2,22}
Dunque l'ipotesi che i dadi abbiano 6 facce è il doppio verosimile rispetto all'ipotesi che abbiano quattro facce.